# Jean Louis Alphonse Huillard-Bréholles
Jean Louis Alphonse Huillard-Bréholles (* 8. Februar 1817 in Paris; † 23. März 1871) war ein französischer Historiker.

## Leben
Huillard-Bréholles war von 1838 bis 1842 Professor der Geschichte am Lycée Charlemagne, widmete sich dann archäologischen Studien, wurde Sektionschef beim Staatsarchiv, 1868 auswärtiges Mitglied der Bayerischen Akademie der Wissenschaften, 1869 Mitglied der Académie des inscriptions et belles-lettres. Er starb am 23. März 1871.

## Wirken
Er gab eine französische Übersetzung des Matthäus Paris (Grande chronique de Matthieu Paris, 1840–41, 9 Bde.) sowie das große, besonders für die Geschichte Siziliens wertvolle Urkundenwerk Historia diplomatica Frederici secundi (1852–61, 6 Bände in 12), heraus dessen Kosten Honoré Théodoric d’Albert de Luynes bestritt, sowie  Chronicon Placentinum et chronicon de rebus in Italia gestis (1857). In seinem Buch über historische Monumente der Normannen und Staufer im italienischen Mittelalter von 1844 und seiner Sammlung von Dokumenten zu Friedrich II. finden sich auch erstmals veröffentlichte Dokumente zu Castel del Monte und er veröffentlichte mit dem Architekten Victor Baltard erstmals 1844 genaue Pläne des Castel del Monte.

## Schriften
- Recherches sur les monuments et l’histoire des Normands et de la maison de Souabe dans l’Italie méridionale, Paris 1844 (Digitalisat in der Digitalen Bibliothek Mecklenburg-Vorpommern),
- Vie et correspondance de Pierre de La Vigne: ministre de l’empereur Frédéric II ; avec une étude sur le mouvement réformiste au 13e siècle, Paris 1865
- Introduction à l’histoire diplomatique de l’empereur Frédéric II. 3 Bände, Paris 1858, 1859
- mit Albert Lecoy de la Marche: Titres de la maison ducale de Bourbon. 3 Bände, Paris 1867 bis 1882
- Nouvelles recherches sur la mort de Conradin et sur son véritable héritier, Paris 1851